# Anna Barbara van Meerten-Schilperoort

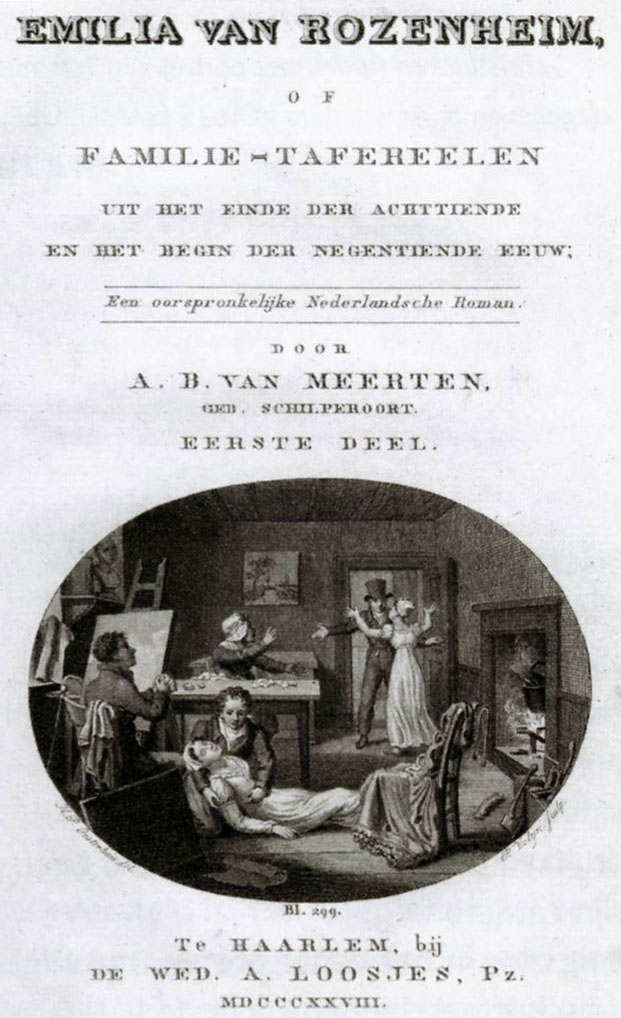
Titelblad van de roman Emilia van Rozenheim geschreven door Anna Barbara van Meerten-Schilperoort en uitgegeven in 1828

Anna Barbara van Meerten-Schilperoort, (Antje van Meerten) (Voorburg, 3 januari 1778 - Gouda, 14 februari 1853) was een Nederlands schrijfster. Ze zette zich in voor het onderwijs, de armenzorg en het gevangeniswezen in Gouda.

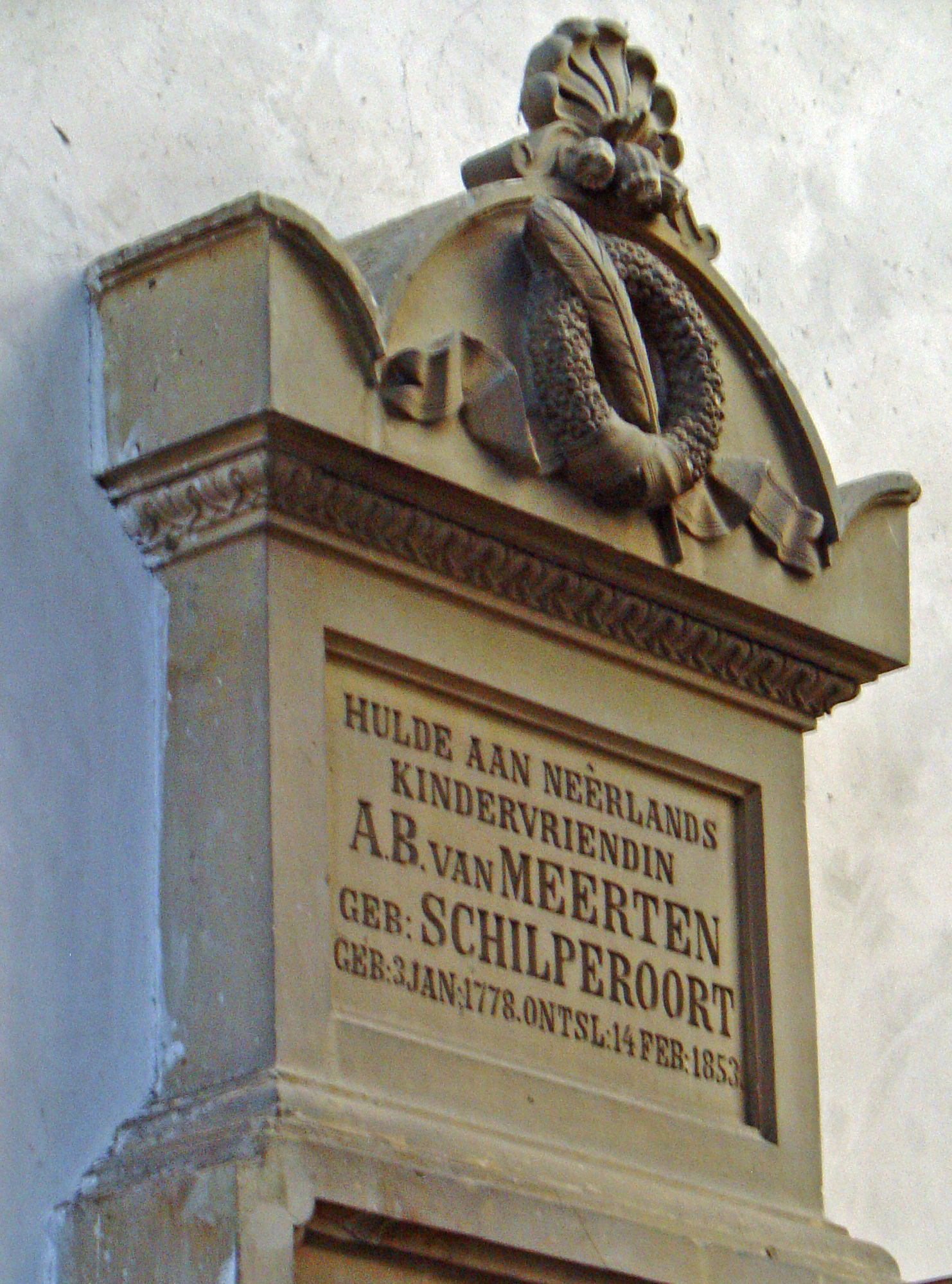
Gedenkteken in Grote of Sint-Janskerk (Gouda)

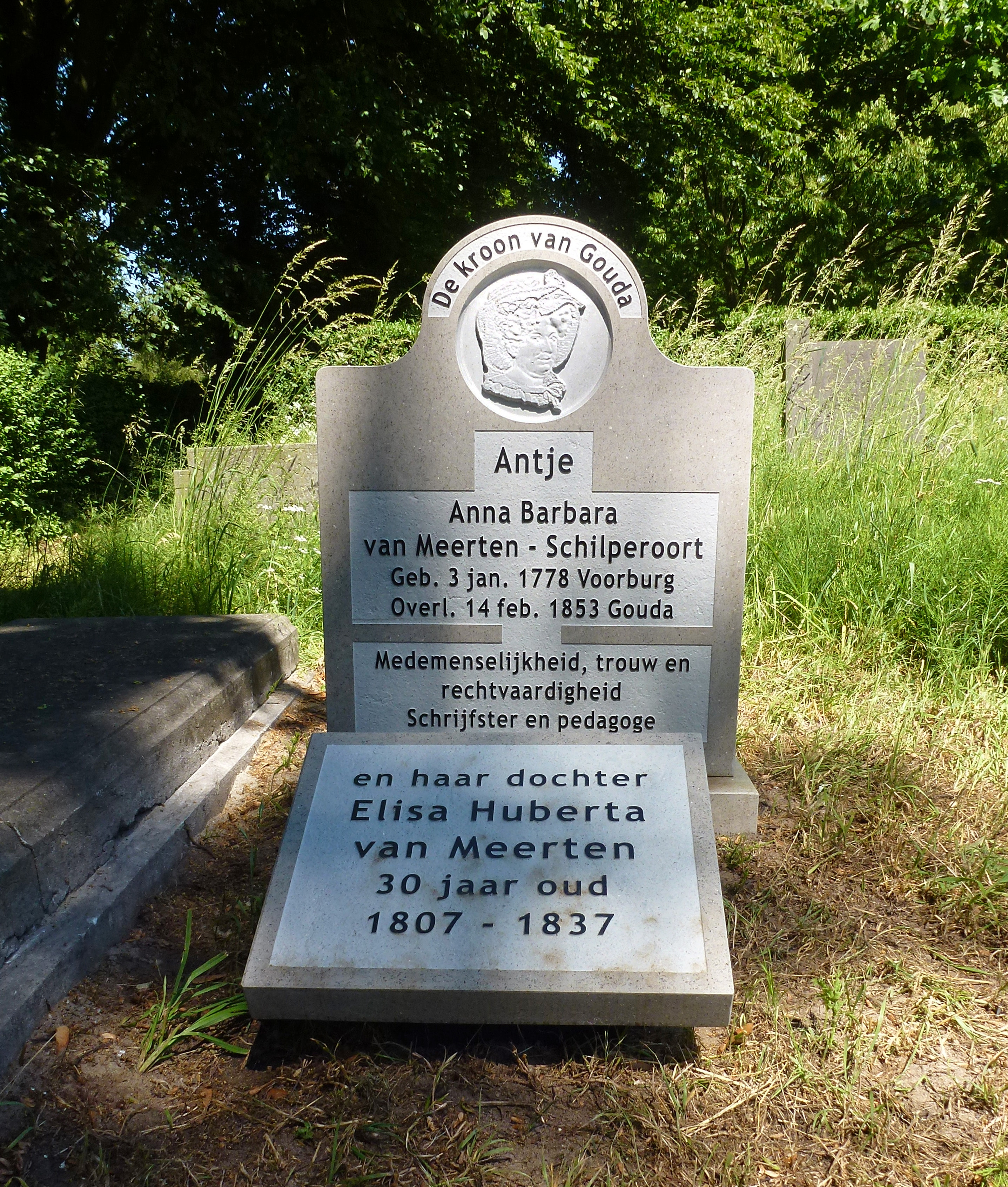
Grafmonument in Gouda

Anna Barbara Schilperoort werd geboren op 3 januari 1778 in Voorburg als dochter van Dirk Schilperoort en Adriana Theresia van Brekelencam. Zij huwde op 6 oktober 1794 met Hendrik van Meerten, die zich in 1798 als predikant in Gouda vestigde. Het echtpaar kreeg drie zoons en drie dochters.
Anna Barbara van Meerten-Schilperoort opende in Gouda een meisjeskostschool, waarover de toenmalige onderwijsinspectie in lovende termen rapporteerde. In 1816 legt ze een in die tijd vooruitstrevend plan neer in 'Den Haag' voor het openen van een Rijkskweekschool voor Onderwijzeressen waarbij zijzelf de functie van directeur wil bekleden. Het plan wordt afgewezen. 
Zij publiceerde tal van boeken op haar vakgebied: het onderwijs aan meisjes.
Ook haar reisverslagen werden gepubliceerd. Zo verschenen in 1822 Reis door het Koninkrijk der Nederlanden en het Groothertogdom Luxemburg: voor jonge lieden en in 1840 Het Noorden van ons vaderland, of Vlugtige schetsen en aangename herinnering van een reistogtje over Utrecht, door Vriesland, Groningen, Drenthe en Overijssel.
Multatuli maakte in de "Aanteekeningen en ophelderingen by de uitgaaf van 1875" van de Max Havelaar melding van "Myn voorganger te Natal, de heer Van Meerten--een zeer bekwaam man, en de zoon der bekende schryfster van dien naam".
Daarnaast was zij zeer actief op het terrein van de charitas, onder andere als mede-oprichtster van een vereniging tot hulpbetoon aan armen en als regelmatig bezoekster van gevangenen (zij was een reclasseringswerkster 'avant la lettre'). De 19e-eeuwse filantroop Heldring nam kennis van haar werkzaamheden en liet zich mede daardoor inspireren tot wat later de Heldring-gestichten in Zetten zijn geworden.
Ook op een heel ander gebied was zij actief en wel als schrijver van het tijdschrift "Penélopé", waarin zij artikelen schreef over allerhande creatieve zaken en literatuur. De illustraties voor dit tijdschrift liet zij ontwerpen door de Goudse kunstenaar Cornelis Borsteegh.
Als aandenken aan deze vrouw, die bij haar overlijden "de kroon van Gouda" werd genoemd, werd een gedenkteken in de St.-Janskerk te Gouda geplaatst. Ze werd ook wel 'Vriendin der armen en misdadigsters c.q. gevangenen' genoemd.
Amsterdam, Leiden en Zaandam hebben een Barbara van Meertenstraat. In 2006 werd in Gouda de Anna van Meertenstraat naar haar genoemd.